# بيت العيدلي (الحيمة الداخلية)

تعديل مصدري - تعديل

بيت العيدلي هي إحدى قرى عزلة الأحبوب بمديرية الحيمة الداخلية التابعة لمحافظة صنعاء، بلغ تعداد سكانها 87 نسمة حسب تعداد اليمن لعام 2004.